# 隆革羽蛛
隆革羽蛛（学名：[Oxyptila nongae] 错误：{{Lang}}：文本有斜体标记（帮助））为蟹蛛科羽蛛属的动物。分布于朝鲜以及中国大陆的辽宁等地。该物种的模式产地在朝鲜。